# Adilson Nascimento
Adilson de Freitas Nascimento (São Paulo, 3 de dezembro de 1951 — Campinas, 3 de fevereiro de 2009) foi um jogador brasileiro de basquetebol.

## Homenagens
Uma praça na cidade de Campinas (São Paulo) tem o seu nome.
Um campeonato de basquete no estado de São Paulo levou seu nome.

## Clubes em que atuou
- Corinthians, São Paulo
- Palmeiras, São Paulo
- Franca, São Paulo
- Tênis Clube de Campinas, São Paulo
- Vila Nova, Goiás
- Jóquei Clube, Goiás
- Rio Claro, São Paulo
- Pinheiros, São Paulo
- Adilson Nascimento também atuou na liga portuguesa em Portugal por quatro anos, e na liga universitária norte-americana por uma temporada.

## Principais conquistas

### Pela Seleção Brasileira
- Jogos Olímpicos
  - 5º lugar em Moscou (URSS - 1980) - 64pts/7 jogos
  - 7º lugar em Munique (Alemanha - 1972) - 96pts/9 jogos
  - 9º lugar em Los Angeles (EUA - 1984) - 19pts/7 jogos

- Torneio Pré-Olímpico
  - ouro (Brasil - 1984)

- Campeonato Mundial
  - bronze (Filipinas - 1978) - 25pts/9 jogos
  - 6º lugar (Porto Rico - 1974)
  - 8º lugar (Colômbia - 1982) - 64pts/7 jogos

- Jogos Pan-Americanos
  - ouro em Cali (Colômbia - 1971) - 41pts/8 jogos
  - prata em Caracas (Venezuela - 1983)
  - bronze na Cidade do México (México - 1975)
  - bronze em San Juan (Porto Rico - 1979) - 44pts/9 jogos

- Campeonato Sul-Americano
  - ouro (Uruguai - 1971) - 56pts
  - ouro (Colômbia - 1973) - 65pts/7 jogos
  - ouro (Chile - 1977) - 56pts/8 jogos
  - prata (Uruguai - 1981) - 24pts/5 jogos

### Pelos clubes
- Campeonato Mundial
  - bronze (Vila Nova - 1974)

- Campeonato Sul-Americano
  - ouro (Vila Nova - 1973), (Franca - 1974, 1975 e 1977)

- Campeonato Brasileiro
  - ouro (Vila Nova - 1973), (Franca - 1975)

- Campeonato Paulista
  - ouro (Franca - 1975, 1976 e 1977), (Corinthians - 1969 e 1983)